# Ypthima baldus
Espèce
Ypthima baldus ou Ocellé à cinq points est une espèce d'insectes lépidoptères appartenant à la famille des Nymphalidae, à la sous-famille des Satyrinae et au genre Ypthima.

## Dénomination
Ypthima baldus a été nommé par Fabricius en 1775.
Synonymes : Papilio baldus Fabricius, 1775.

### Noms vernaculaires
Ypthima baldus se nomme Common Five-Ring  en anglais ; il se nomme Ocellé à cinq points en français.

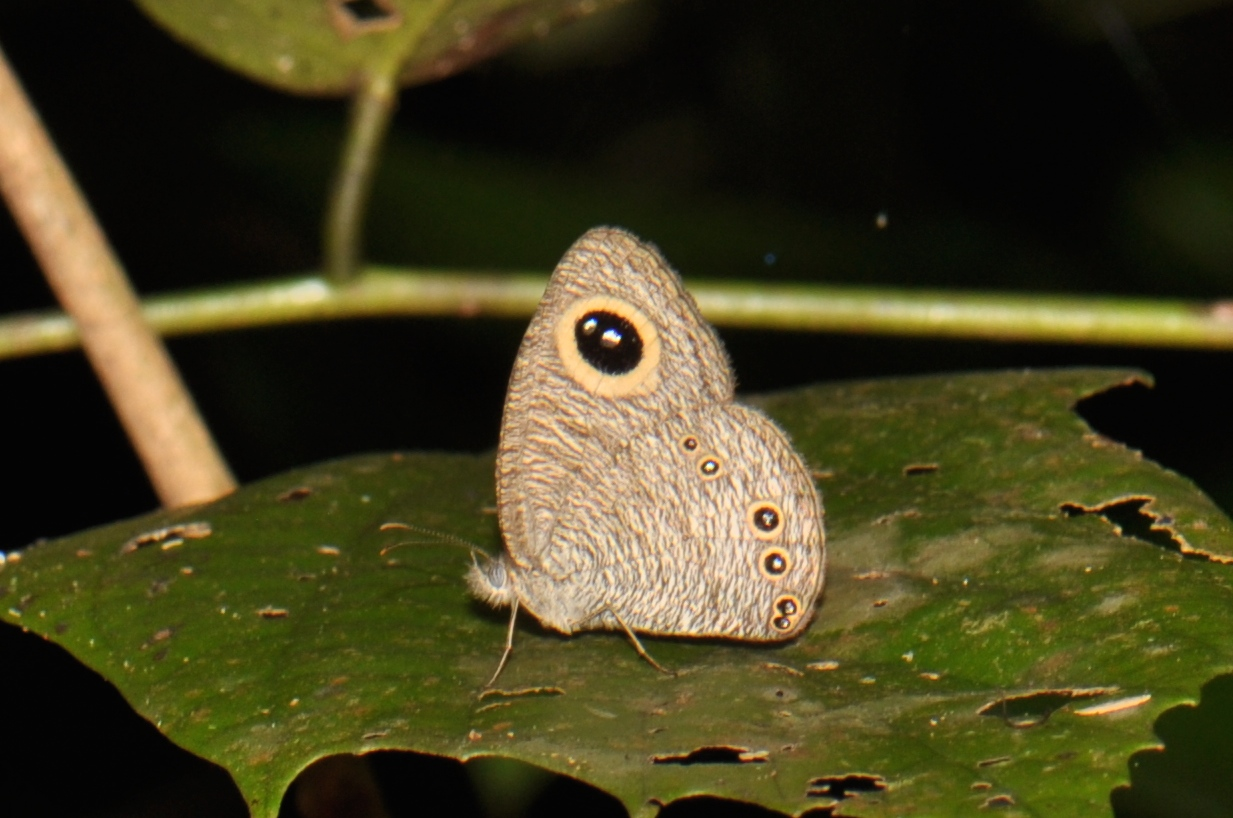
Ocellé à cinq points, parc national de Khao Sok, Thaïlande.

### Sous-espèces

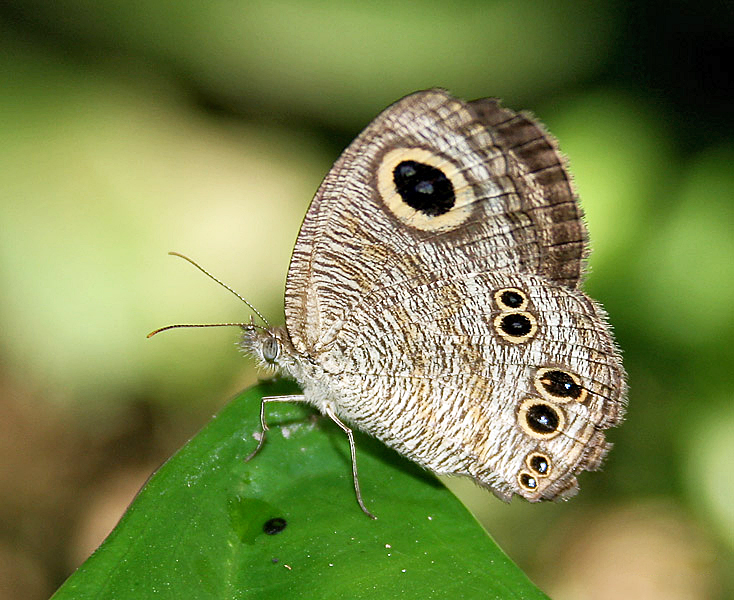
Revers durant la saison humide.

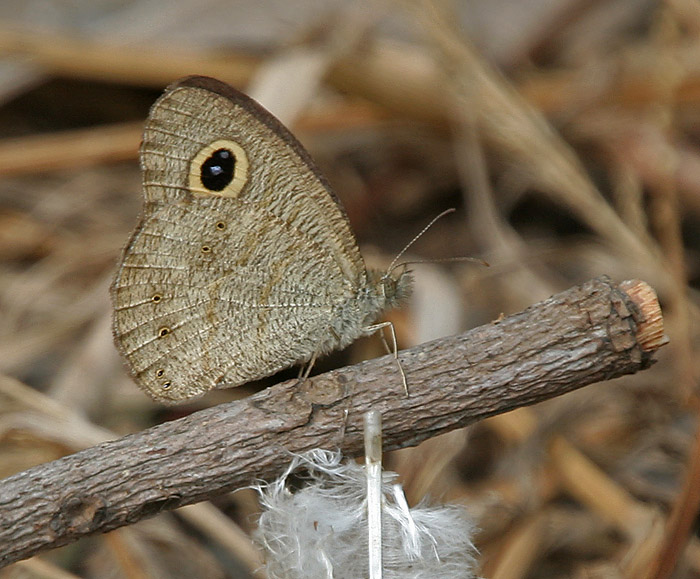
Revers durant la saison sèche.

- Ypthima baldus baldus (Inde, Vietnam, Laos, Cambodge, Birmanie, Thaïlande)
- Ypthima baldus aretas Fruhstorfer
- Ypthima baldus luoi Huang, 1999, au Yunnan (Chine)
- Ypthima baldus hyampeia Fruhstorfer, 1911, en Corée
- Ypthima baldus jezoensis Matsumura, 1919, aux îles Kouriles (Japon)
- Ypthima baldus marshalli Butler, 1882, en Malaisie
- Ypthima baldus moerus Fruhstorfer, 1911, à Sumatra (Indonésie)
- Ypthima baldus newboldi Distant, 1882, en Malaisie
- Ypthima baldus nynias Fruhstorfer, 1911, à Sulawesi (Indonésie)
- Ypthima baldus pasitelides Fruhstorfer, 1911, à Baewan (Java, Indonésie)
- Ypthima baldus selinuntius Fruhstorfer, 1911, aux îles Natuna (Bornéo, Indonésie)
- Ypthima baldus zodina Fruhstorfer, 1911, à Taïwan

## Description

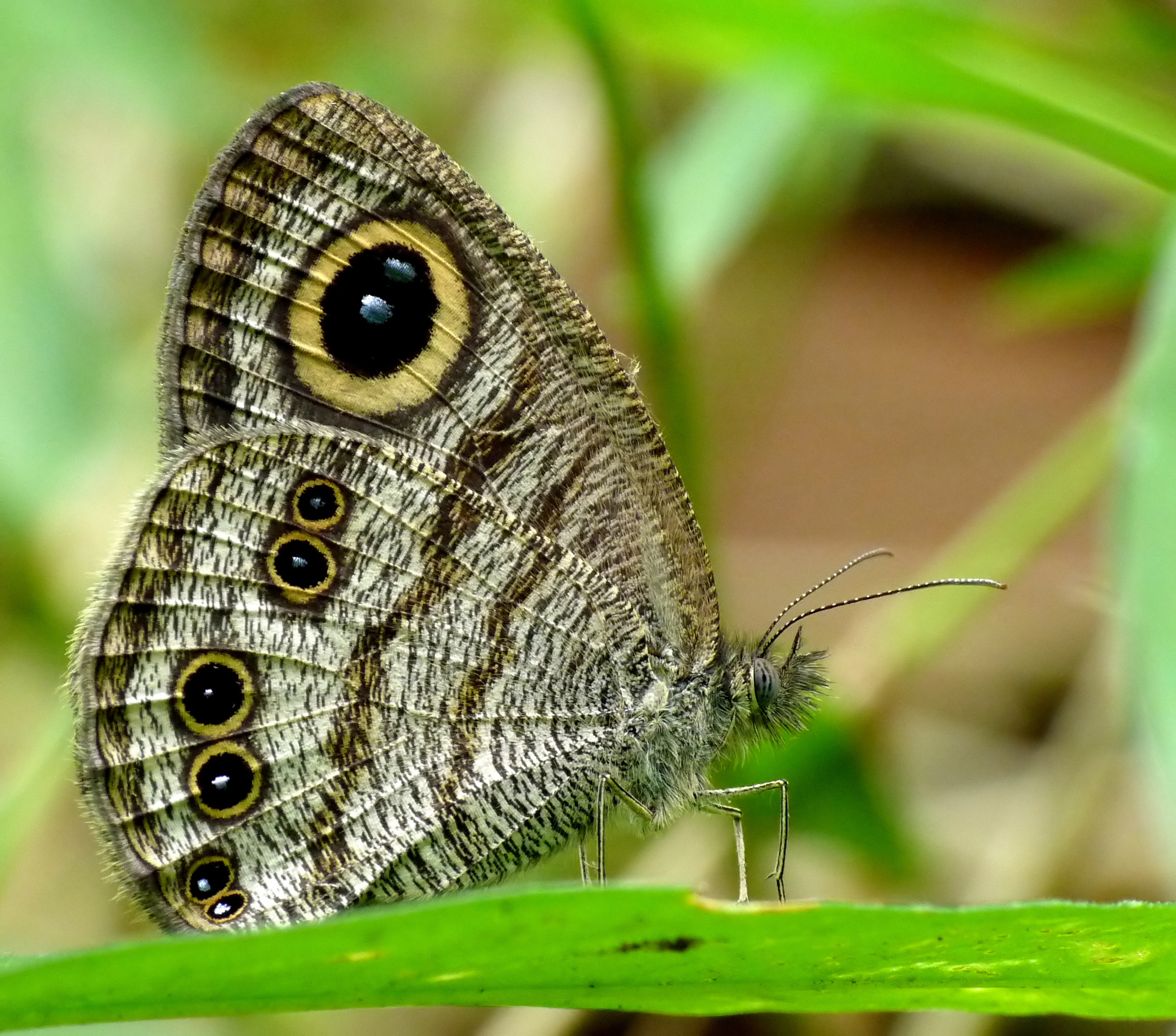
Ocellé à cinq points.

L'Ocellé à cinq points a une envergure de 3 à 4,5 cm.

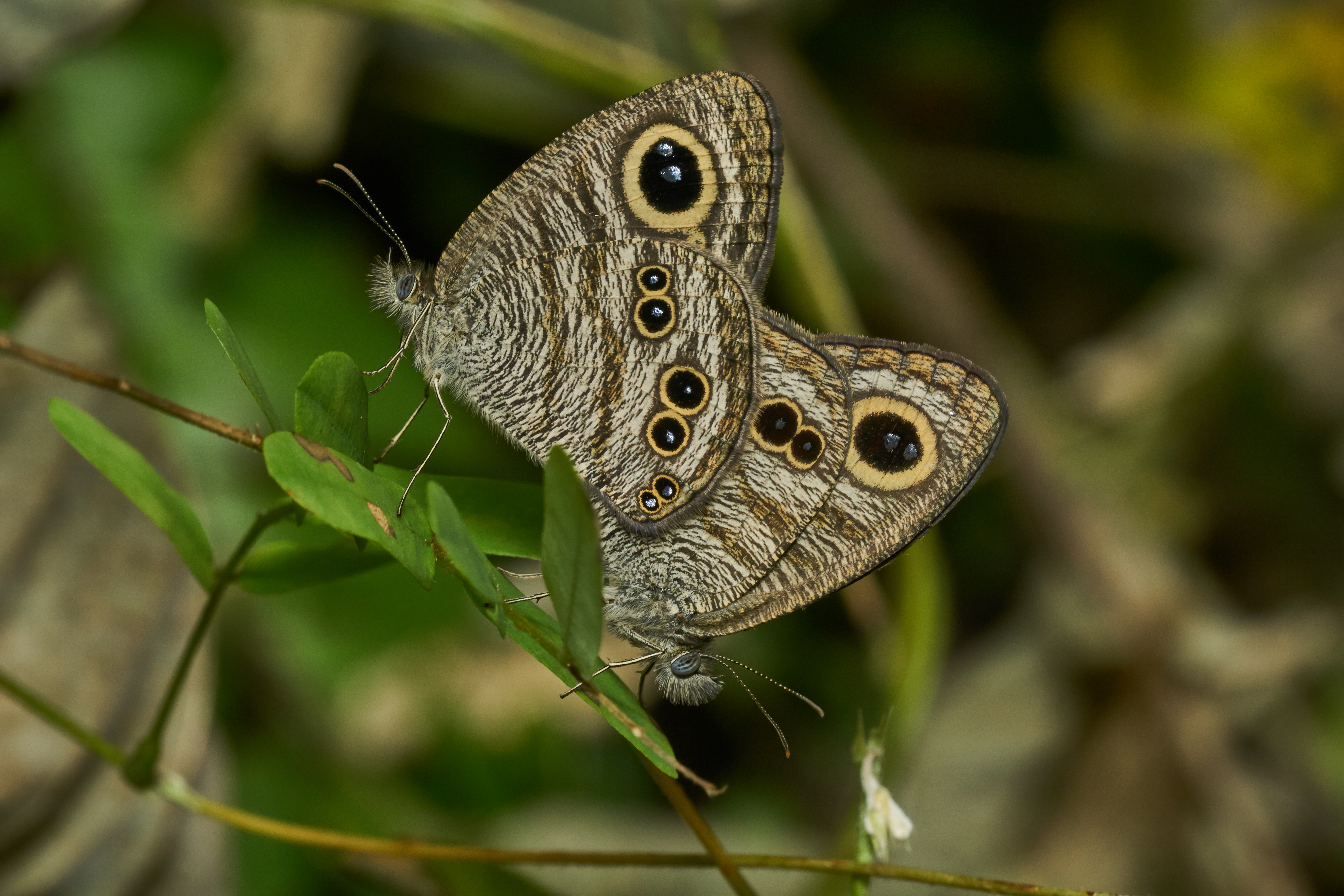
Accouplement.

Ypthima baldus est un papillon de couleur grise à reflets mordorés avec à l'apex des antérieures un gros ocelle marron foncé pupillé de blanc cerné de blanc, et aux postérieures trois ocelles marron foncé dont deux en position anale pupillés de blanc et un plus petit aveugle.
Le verso est gris mordoré strié de gris argenté avec le même gros ocelle noir doublement pupillé de bleuté cerné de jaune pâle à l'apex des antérieures et aux postérieures plusieurs ocelles pupillés de bleuté cerné de jaune pâle en position submarginale.
Ypthima baldus présente un dimorphisme lié à la saison, et durant la saison sèche les couleurs peuvent être plus pâles et les ocelles aveugles.

## Biologie

### Plantes hôtes
Les plantes hôtes de sa chenille sont des Poa, Digitaria, Elytrigia, Microstegium ciliatum, Echinochloa crus-galli  et Pogonatherum crinitinum.

## Écologie et distribution
Ypthima baldus est présent dans tout le sud et l'est de l'Asie, dans l'Himalaya, en Birmanie, en Inde, en Indonésie,  en Thaïlande, Chine, Corée et au Japon.

### Biotope

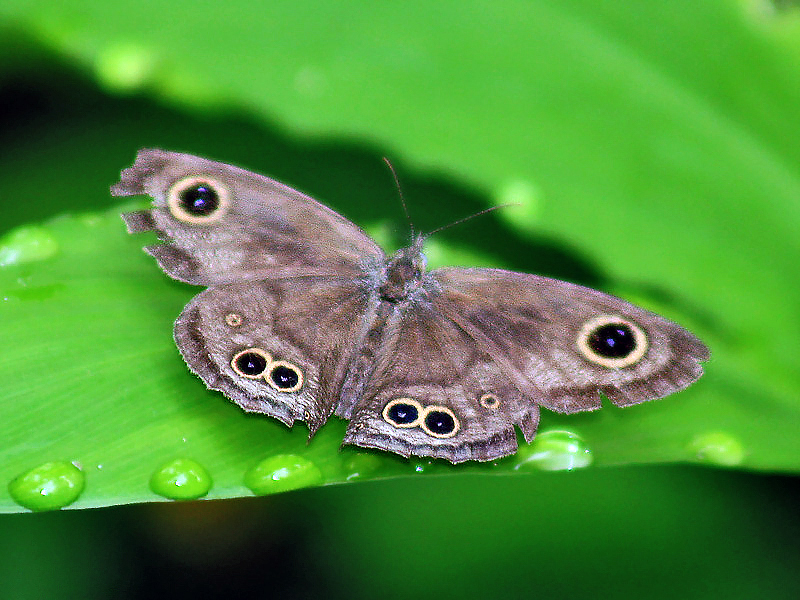
Ypthima baldus durant la saison humide.

### Protection
Pas de statut de protection particulier.